# (38167) 1999 JU88
1999 JU88 (asteroide 38167) é um asteroide da cintura principal. Possui uma excentricidade de 0.17188530 e uma inclinação de 7.79181º.
Este asteroide foi descoberto no dia 12 de maio de 1999 por LINEAR em Socorro.